# 愛情未來
《愛情未來》（法語：L'Avenir）是2016年由法國導演米雅·韓桑-露芙執導的電影作品，本片獲選為第66屆柏林影展正式競賽片，並獲得最佳導演銀熊獎。

## 劇情
年輕時擁抱理想主義，參與六八學運且曾加入共產黨的哲學教師娜塔莉，已告別激情時代的她對於當今罷課的學生們敬而遠之；生活看似已趨安定的她卻接連遭遇丈夫外遇求去、母親重病，甚至她幫忙撰寫的哲學書籍也因為銷路不佳，而被出版社打算更改成她不能接受的型式。生活大亂的她決定聽從她的得意門生法比安的建議，前往法比安與他朋友們在山上所建立的公社。

## 演員
- 伊莎貝·雨蓓 - 娜塔莉
- André Marcon - 漢斯
- Roman Kolinka - 法比安

## 外部連結
- 互联网电影数据库（IMDb）上《愛情未來》的资料（英文）
- 開眼電影網上《愛情未來》的資料（繁體中文）